# John O. Susac
John O. Susac (* 1940 in Powhatan Point, Ohio, USA; † 23. Februar 2012 in Winter Haven, Florida) war ein US-amerikanischer Neurologe und Neuroophthalmologe. Nach ihm wurde das Susac-Syndrom benannt.

## Leben
John Susac studierte an der Ohio State University Medizin und spezialisierte sich auf Neurologie und Neuroophthalmologie. Bereits während des Studiums trat er der US Army bei, erreichte dort den Rang eines Colonel.
Am Walter-Reed-Militärkrankenhaus (Washington, D.C.) behandelte er 1975 zwei junge Patientinnen mit einer ungewöhnlichen Erkrankung aus Psychose, Hör- und Sehstörung. Nachdem er eine der Patientinnen auf einem Symposium dem Neuroophthalmologen William F. Hoyt vorstellte, bezeichnete dieser die Erkrankung als „Susac-Syndrom“. Robert B. Daroff, damals Chefredakteur der Fachzeitschrift Neurology, bat Susac 1994 um eine Übersichtsarbeit und bestand darauf, die Erkrankung als „Susac-Syndrom“ vorzustellen.
John Susac beschäftigte sich zeitlebens intensiv mit dem Susac-Syndrom und gründete die International Susac's Syndrome Foundation mit Sitz in Winter Haven, Florida. Jeder Autor, der über das Syndrom veröffentlichte, erhielt von Susac eine „Susac-Kravatte“. Diese hatte kleine Gehirnbalken aufgedruckt, mit den für das Syndrom typischen Defekten.
John O. Susac starb am 23. Februar 2012 an den Folgen von Lungenkrebs, obwohl er Nichtraucher war. Er hinterließ eine Frau, zwei Töchter und zwei Söhne.